# Uttlesford
Uttlesford es un distrito no metropolitano del condado de Essex (Inglaterra). Fue constituido el 1 de abril de 1974 bajo la Ley de Gobierno Local de 1972 como una fusión del antiguo municipio de Saffron Walden y los distritos rurales de Dunmow y Saffron Walden.

## Geografía
Según la Oficina Nacional de Estadística británica, Uttlesford tiene una superficie de 641,18 km².

## Demografía
Según el censo de 2001, Uttlesford tenía 68 946 habitantes (49,81% varones, 50,19% mujeres) y una densidad de población de 107,53 hab/km². El 20,5% eran menores de 16 años, el 72,32% tenían entre 16 y 74, y el 7,18% eran mayores de 74. La media de edad era de 39,38 años. 
Según su grupo étnico, el 98,17% de los habitantes eran blancos, el 0,66% mestizos, el 0,55% asiáticos, el 0,16% negros, el 0,18% chinos, y el 0,28% de cualquier otro. La mayor parte (94,25%) eran originarios del Reino Unido. El resto de países europeos englobaban al 2,55% de la población, mientras que el 0,83% había nacido en África, el 1,28% en Asia, el 0,56% en América del Norte, el 0,1% en América del Sur, el 0,39% en Oceanía, y el 0,04% en cualquier otro lugar. El cristianismo era profesado por el 76,64%, el budismo por el 0,23%, el hinduismo por el 0,14%, el judaísmo por el 0,29%, el islam por el 0,42%, el sijismo por el 0,03%, y cualquier otra religión por el 0,26%. El 15,19% no eran religiosos y el 6,81% no marcaron ninguna opción en el censo.
El 39,59% de los habitantes estaban solteros, el 47,15% casados, el 1,69% separados, el 5,7% divorciados y el 5,87% viudos. Había 27 519 hogares con residentes, de los cuales el 24,71% estaban habitados por una sola persona, el 7,08% por padres solteros con o sin hijos dependientes, el 66,47% por parejas (57,93% casadas, 8,54% sin casar) con o sin hijos dependientes, y el 1,74% por múltiples personas. Además, había 907 hogares sin ocupar y 158 eran alojamientos vacacionales o segundas residencias.